# Euprosthenops ellioti
Euprosthenops ellioti là một loài nhện trong họ Pisauridae.
Loài này thuộc chi Euprosthenops. Euprosthenops ellioti được Octavius Pickard-Cambridge miêu tả năm 1877.